# Aizumisato
Aizumisato (会津美里町, Aizumisato-machi) é uma cidade localizada na Província de Fukushima, Japão. A partir de setembro de 2014, a cidade teve uma estimativa de população de 1.332, e uma densidade populacional de 6,36 pessoas por km². A área total é de 209.34 km².

## Geografia
Aizumisato está localizada na parte leste da região de Aizu, no centro-oeste da Província de Fukushima. O clima é como muitas outras partes do norte do Japão, com invernos frios e com neve, com média de 2 metros.
- Montanhas: Monte Hakase, Monte Myojindake (1074 m)
- Rios: Rio Aka
- Lagos: Barragem Miyagawa

### Municípios vizinhos
- Aizuwakamatsu, Fukushima
- Aizubange, Fukushima
- Yanaizu, Fukushima
- Shōwa, Fukushima
- Shimogō, Fukushima

## História
A área da atual Aizumisato era parte da antiga Província de Mutsu e fazia parte do acervo do Domínio de Aizu durante o período Edo. Após a Restauração Meiji, foi organizado como parte do Distrito de Ōnuma.
A cidade de Aizumisato foi criada em 1 de outubro de 2005, com a fusão de duas cidades de Aizutakada e Aizuhongō e a aldeia de Niitsuru, tudo a partir do Distrito de Ōnuma.

## Educação
- Escola Municipal de Aizumisato

## Transporte

### Ferroviária
- East Japan Railway Company (JR East) – Linha Tadami
  - Aizu-Hongō – Aizu-Takada – Negishi

### Estrada
- Ban-etsu Expressway – Niitsuru PA
- Rota Nacional do Japão 401

## Relações de cidades-irmãs
Aizumisato tem uma relação cidade-irmã com a cidade de Naraha, também na Província de Fukushima. Esta é uma renovação da relação que Niitsuru tinha com Naraha, antes da fusão.